# Odawara
Odawara (japanisch 小田原市, -shi) ist eine Stadt in der Präfektur Kanagawa in Japan.

## Geschichte
Odawaras strategische Lage an der alten Fernstraße Tōkaidō zwischen dem gebirgigen Hakone und der Mündung des Sakawa in die Sagami-Bucht spielte eine Schlüsselrolle in der japanischen Geschichte. Vor der Edo-Zeit war die Burg Odawara die Hauptburg der Späteren Hōjō (auch Odawara-Hōjō). Während der Edo-Zeit kontrollierte die Burg den Tōkaidō zwischen dem Hauptsitz des Tokugawa-Shogunates in Edo und den Stationen westlich von Hakone, wie Sumpu (Shizuoka), Hamamatsu und Nagoya.
Am 31. Dezember 1703 wurde die Stadt durch ein Erdbeben stark zerstört.
Heute steht ein Nachbau der Burg hoch auf einem Hügel über der Stadt.
Odawara erhielt nach Fusionen am 20. Dezember 1940 das Stadtrecht.
Odawara war die letzte Stadt in Japan, die im Zweiten Weltkrieg bombardiert wurde (15. August 1945).

## Sehenswürdigkeiten
- Burg Odawara
- Odawara ist ein wichtiger Ausgangspunkt für den Tourismus im Fuji-Hakone-Izu-Nationalpark.
- Hōtoku-Ninomiya-Schrein, Shintō-Schrein zu Ehren von Ninomiya Sontoku
- Shōfuku-ji, einer der „33 Tempel der Kantō-Region“

Enoura, ein Küstenbezirk in Odawara, ist bekannt für sein unberührtes Meer und den Reichtum an Kumamomi, einer Fischart, die klares und sauberes Wasser vorzieht. Meeresschildkröten sind ebenfalls anzutreffen. Wegen des klaren Wassers und des reichhaltigen Meereslebens ist es bei Tauchern beliebt.

## Verkehr

### Straße
- Nationalstraße 1, nach Tōkyō oder Kyōto
- Nationalstraße 135, nach Shimoda
- Nationalstraße 255, nach Hadano
- Nationalstraße 271, nach Atsugi (Maut)

### Zug
- JR Central Tōkaidō-Shinkansen: Bahnhof Odawara, nach Tokio und Hakata
- JR Central Gotemba-Linie: Bahnhof Kōzu, nach Numazu
- JR East Tōkaidō-Hauptlinie nach Tōkyō oder Atami
- Odakyū Odawara-Linie nach Shinjuku
- Hakone-Tozan-Linie nach Hakone
- Daiyūzan-Linie nach Sekimoto

Auf dem heutigen Stadtgebiet von Odawara liegen auch die Bahnhöfe Kōzu, Kamonomiya, Hayakawa und Nebukawa an der Tōkaidō-Hauptlinie, die Bahnhöfe Kayama, Tomizu, Hotaruda und Ashigara an der Odawara-Linie sowie acht weitere Bahnhöfe an den Hakone-Tozan- und Daiyūzan-Linien.

## Städtepartnerschaften
- Kishiwada, Japan, seit 1968
- Nikkō, Japan, seit 1980
- Chula Vista, Vereinigte Staaten, seit 1981
- Manly, Australien, seit 1991

## Wirtschaft
In der Stadt unterhalten folgende Unternehmen Niederlassungen:
- Fujifilm
- Daiichi Sankyō
- Hitachi
- Japan Tobacco
- Dai-Nippon Insatsu
- Mitsubishi Chemical
- GS Yuasa

## Söhne und Töchter der Stadt
- Hōjō Ujiyasu (1515–1571), Daimyō
- Ōkubo Hikozaemon (1560–1639), Samurai der Azuchi-Momoyama- und frühen Edo-Zeit
- Ninomiya Sontoku (1787–1856), Agrarreformer
- Kitamura Tōkoku (1868–1894), Dichter und Literaturkritiker
- Takashi Ogawa (* 1952), Flötist
- Kimika Yoshino (* 1975), Model, Schauspielerin, Sängerin
- Jumpei Iida (* 1981), Fußballschiedsrichter
- Toshiki Sakai (* 1993), Fußballspieler
- Kunitomo Suzuki (* 1995), Fußballspieler
- Asahi Yokokawa (* 2002), Fußballspieler

## Angrenzende Städte und Gemeinden
- Minamiashigara
- Hakone
- Ninomiya (Kanagawa)
- Manazuru
- Yugawara